# Wrangelkiez

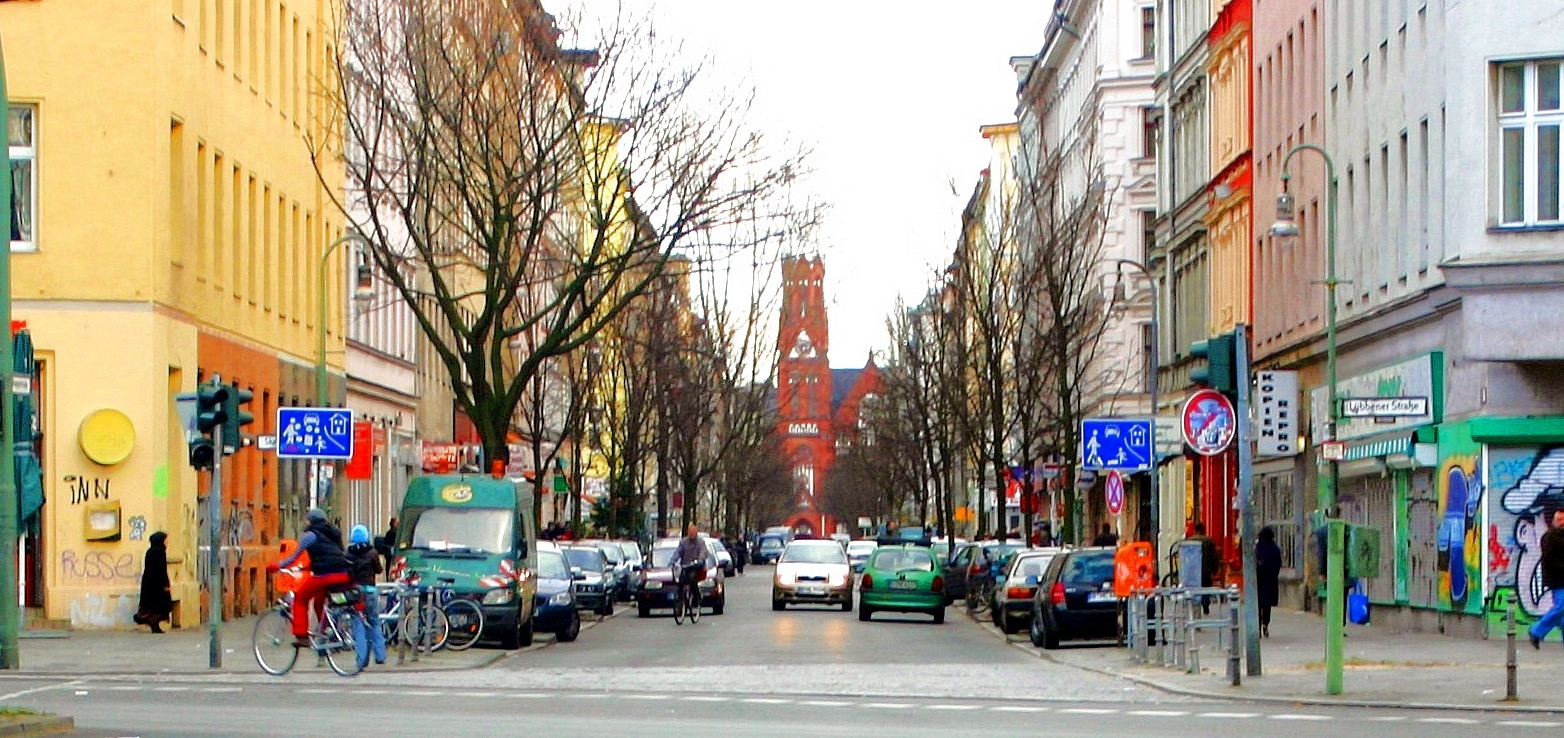
Wrangelstrasse, vy från korsningen med Lübbener Strasse mot sydost.

Wrangelkiez, tidigare kallat Schlesisches Viertel, är ett område i Berlinstadsdelen Kreuzbergs nordöstra del nära floden Spree, där bebyggelsen övervägande består av bevarade tätbebyggda 1800-talskvarter. Namnet kommer från den gata som genomkorsar området i öst-västlig riktning, Wrangelstrasse, men beteckningen Wrangelkiez syftar inte på hela området längs gatans längd utan enbart den del som ligger sydost om Skalitzer Strasse. Wrangelstrasse är i sin tur uppkallad efter den preussiske fältmarskalken Friedrich von Wrangel.

## Geografi
Förutom Skalitzer Strasse i nordväst avgränsas området av floden Spree i nordost, av Landwehrkanal i sydost och av Görlitzer Park i sydväst. Området är omkring 45 hektar stort, med omkring 12 400 invånare.

## Historia
Bebyggelsen i nordöstra Kreuzberg, det gamla postnummerområdet SO 36, uppstod vid ungefär samma tid. Fram till 1700-talet låg det obebyggda Köpenicker Feld utanför Berlins tullmur, som här följde den nuvarande sträckningen för tunnelbanelinjen U1:s högbana. 1845 började man anlägga Landwehrkanal, som givit området sin naturliga östra gräns. Från 1858 och framåt försågs området med ett gatunät enligt Hobrechtplanen. I 1862 års version av planen omnämns gatorna och platserna endast med siffror respektive bokstäver. I samband med att den idag rivna järnvägsstationen Görlitzer Bahnhof uppfördes fick de flesta gatorna sina nuvarande namn.
Marken ägdes av den hugenottättade fabrikören Heinrich Andreas de Cuvry, som uppförde en fabrik i hörnet Schlesische Strasse/Taborstrasse. Cuvrystrasse blev också den första gatan i området att uppkallas efter en person. Andra personer som fick ge namn åt gator var militärerna Wrangel och Falckenstein. I övrigt uppkallades många gator efter orter som låg i järnvägens riktning mot Schlesien och Böhmen: Görlitz, Liegnitz (Legnica), Sorau (Żary), Oppeln (Opole) och Tabor (Tábor).
När järnvägslinjen Görlitzer Bahn och järnvägsstationen öppnades 1866/1867 kom stationskvarteren i området att möta en ständig ström av inflyttade på jakt efter bostäder och arbete. Området utvecklades till en blandning av enklare bostäder och mindre hantverksrörelser. Byggnaderna uppfördes med standardiserad höjd och hade ofta liknande planlösningar. Det var vid denna tid brukligt att två eller flera familjer delade en lägenhet. De delade toaletterna var inbyggda i hörnet av trapphuset.
Först under 1980-talet etablerades namnet Wrangelkiez på området. Både detta namn och det tidigare namnet Schlesisches Viertel har till viss del negativa konnotationer i efterkrigstyskland, då Wrangel är känd som den officer som slog ned demonstrationerna för demokratisering i Berlin 1848, och större delen av Schlesien sedan 1945 är en del av Polen. I det politiskt vänsterorienterade Kreuzberg var motståndet mot den rörelse inom bland annat delar av CDU som vägrade erkänna Oder–Neisse-linjen som Tysklands nya östgräns stort.

## Wrangelkiez idag
Området har en ung befolkningssammansättning, där befolkningen i åldersgruppen 18 till 35 utgör 34,2 procent. Utlandsfödda utgör omkring 40 procent av befolkningen och om även personer med utlandsfödda föräldrar räknas med så ligger andelen omkring 65 procent. Andelen arbetslösa och socialbidragstagare ligger också betydligt över genomsnittet för Berlin.
Området har en välbevarad sammanhållen 1800-talsarkitektur, och sedan 1980-talets insatser för att förnya stadsbebyggelsen har området ett relativt gott utbud av frilufts- och rekreationsaktiviteter omkring Görlitzer Park, Treptower Park och Spreekajen. Berlinmurens fall 1989 fick stor påverkan på området, då det tidigare låg nära gränsen och gick från att vara ett relativt avlägset beläget hörn av Västberlin till en mer integrerad del av Berlins sydöstra stadsdelar. Under 1990-talet flyttade många av områdets medelklassinvånare till de närbelägna trendiga områdena Friedrichshain och Prenzlauer Berg i gamla Östberlin, med påföljden att medelinkomsten sjönk och förekomsten av sociala problem i Wrangelkiez ökade. Dock behöll området i stort sin karaktär med småskaliga butiker och många barer, klubbar och konstnärliga verksamheter flyttade under 1990-talet in i området, vilket bidragits till områdets livliga nattliv. Gentrifieringsprocessen i området under senare år har varit föremål för flera vetenskapliga studier.

### Sevärdheter
- Schlesisches Tors tunnelbanestation på högbanan, färdigställd 1902.
- Oberbaumbrücke är en populär symbol för området och utgör den enda bron över till grannstadsdelen Friedrichshain.
- Tabor-Kirche, evangelisk kyrka från 1905 vid Taborstrasse.
- Liebfrauenkirche från 1906
- Menschenlandschaft Berlin, konstprojekt.